# Дайсуке Ігарасі
Дайсуке Ігарасі (Daisuke Igarashi, 2 квітня 1969) — художник манги в Японії. Народився в префектурі Сайтама, місто Кумагая. Мешкає в префектурі Канагава, місто Камакура. Закінчив Університет мистецтв Тама факультет образотворчого мистецтва.
Дебютував у Monthly Afternoon у 1993. Зображує природний світ із високою якістю зображення та тонким зображенням. 2004 Отримав нагороду на 8-му Media Arts Festival E за фільм «Відьма», 2009 38-й Діти моря за Діти моря Отримав нагороду Асоціації карикатуристів Японії за відмінні досягнення та нагороду відділу манги 13-го Агентства з питань культури на фестивалі медіа-мистецтва.

## Походження
Почав малювати мангу олівцем у зошиті, коли був у молодшій школі. У той час він малював тиху мангу без діалогів під впливом відеоробіт Мамору Ошіі. Після цього я малював мангу аж до графіті, але серйозно почав малювати пером після закінчення університету. У коледжі він казав, що надає перевагу прогулянкам, аніж ходінню на заняття. Він не шукав роботи, а спочатку планував малювати, підробляючи.
Відчуваючи ліберальну атмосферу жіночих манга-журналів того часу, я подав свою першу роботу для публікації в жіночий журнал Hakusensha «[LaLa]». У цей час він був невдалим, але, отримавши пораду редактора, він повторно подав невдалі твори «Obayashi ga Hear Hi» і «Madafuyu» до молодіжного журналу Коданші «Monthly Afternoon». З цими двома роботами він виграв головний приз Four Seasons на зимовому конкурсі Afternoon Four Seasons Winter Contest у 1993 році, дебютувавши як художник манги. Відразу після цього він почав серіал «Ханашіпанасі» з першим епізодом «День, коли ви можете почути музику».
Після того, як Ханашіпанаші завершив серіалізацію в 1996 році, запитів на написання не було, і майже не було опублікованих робіт. У цей період він жив на території храму в Омія і подорожував. Пробувши в Омії близько двох років, він переїхав до Тохоку, де написав групу творів, які згодом увійшли до Sora Tobi Tamashii. . Після цього він близько трьох років керував фермою в Kinugawa і жив самодостатнім життям. .
Після виходу оповідання «Sora Tobi Tamashii» у 2002 році він брав активну участь у серіалізації «Little Forest» у «Monthly Afternoon» та «Witch» у «Monthly IKKI». . У 2004 році «Ханашиппанаші», що вже не було надруковано, перевидав Каваде Шобо Шінша, і того ж року відьма виграла нагороду «Відділ манги» на 8-му японському фестивалі медіа-мистецтва. З 2007 по 2011 рік він випускав серіал «Діти моря» в «Monthly IKKI» та виграв 38-му нагороду Асоціації карикатуристів Японії за видатні досягнення.
Раніше він малював у тій самій майстерні, що й [Хіроакі Самура], який був однокурсником на кафедрі олійного живопису Університету мистецтв Тама. 56, видавництво Ota, 2009。
Роботи Ігарасі експонуються на виставці «END Exhibition Death x Technology x Future =?», яку проводить дослідницький проект HITE-Media у листопаді 2021 року。

## Стиль
Багато його робіт є фантастичними з природою як темою та зображують природні об'єкти, істоти та пейзажі в найдрібніших деталях. Minami, (2013, с. 44) прокоментував, що зображення світу Ігарасі стимулює всі п'ять почуттів читача, і що авторське відчуття єдності з природою, яке є у кожного в дитинстві, стверджує, що це залежить від того, що ти маєш. Крім того, через його стиль його часто порівнюють із Моробоші Дайдзіро, але Кадзуші Сімада, який брав інтерв'ю в Іґарасі, сказав, що Моробоші, який наголошує на історії та погляді на світ, схожий на Іґарасі, який «першим приходить із зображеннями .» Сам Ігарасі не читав багато творів Моробоші.
Персонажі дещо спрощені порівняно з декораціями, але це те, що було свідомо з самого початку, щоб персонажі не були поховані на задньому плані., стор. 30-36, Shogakukan (Інтерв'ю з Котаро Ісака)</ref> . За винятком ліній кордону, він не використовує лінійку, і всі будівлі намальовані від руки. Починаючи з «Відьми», він використовує ручки Pentel Hybrid. Зазвичай я використовую його для нотаток тощо, і почав використовувати його у своїй манзі, тому що я можу зручно малювати., «Діти моря» з кульковою ручкою.
Окрім вищезгаданого Мамору Ошіі, на самого Іґарасі вплинули «Дораемон», який він читав, коли навчався в початковій школі, і «[[Некомпетентна людина | Продаж каменів» Йосіхару Цуге. ]]", «Навсікая з Долини вітрів» (версія манги), «Мій сусід Тоторо», тощо, а також згадує Hinako Sugiura « Hundred Days Crimson» як улюблену роботу. Він також сказав: «Моїм передбачуваним читачем завжди є жінка», а головними героями його творів часто є дівчата та жінки.

## Список робіт

### Серіалізовані твори
Розмова («Monthly Afternoon» лютий 1994 випуск-серпень 1996 випуск, Kodansha)Цикл із 45 оповідань. Немає постійних персонажів, і він зображує таємничий світ, у якому фантазія раптово виходить на повсякденну сцену. За словами Ігарасі, вихідним матеріалом є записи, зроблені під час прогулянки, коли він був студентом [ Опублікований у 3 томах виданням Kodansha, він був перевиданий у 2004 році Kawade Shobo Shinsha з новою структурою, що складається з двох томів.
Маленький ліс («Щомісячний день», випуск за грудень 2002 р. — випуск за липень 2005 р., Kodansha)Цей твір розгортається в невеликому селі в Тохоку та зображує життя молодої жінки Ітіко, яка живе за рахунок роботи в полі. Тема — їжа, і кожен епізод представляє різноманітні страви з натуральних інгредієнтів. Це твір, який яскраво показує власний досвід Ігарасі, і сказано, що більшість страв у цьому творі були виготовлені насправді. Ця робота була номінована на 10-ту Культурну премію Тедзуки Осаму за рекомендацією Джуна Ісікави . Всього 2 томи. По ньому був знятий фільм режисера Джунічі Морі з Ай Хашимото в головній ролі, який виходив у чотирьох частинах з 2014 по 2015 рік.
Відьма (2003—2005, щомісяця IKKI, Shogakukan)Серія робіт на тему відьом . Він складається з чотирьох робіт, дія яких відбувається в Туреччині, тропіках, Північній Європі та Японії. Отримав нагороду 8-го фестивалю Media Arts Agency for Cultural Affairs . Французька версія також була номінована на нагороду за найкращу книгу коміксів Ангулемського міжнародного фестивалю коміксів 2007 року. Вже видано 2 томи.
- SPINDLE (випуск «Щомісячника IKKI» за червень/серпень 2003 р.)
- KUARUPU (випуск «Monthly IKKI» за лютий 2004 р.)
- ПЕТРА ГЕНІТАЛІКС (червень-серпень 2004 випуск «Monthly IKKI»)
- Utansubito («Щомісячний IKKI», випуск за січень 2005 р.)

Гарбузова пригода (2003—2007, " Тваринний рай " та інші, Такешобо)Комікс-есе, що описує дні Ігарасі та його коханого кота Гарбуза. Дія твору подібна до «Ліску». 1 том.
Children of the Sea («Щомісячник IKKI», випуск за лютий 2006 р. — випуск за листопад 2011 р., Shogakukan)Рука, дівчинка старших класів, якій заборонили займатися клубом, щойно почалися літні канікули, зустрічає Умі та Сора, таємничого хлопчика, якого виховував дюгон. Рюка захопився ними, і він поглибив свої стосунки з ними, яких охороняли в акваріумах. На даний момент це найдовша робота Ігарасі, і, за словами Казуші Сімади, вона представляє новий рубіж для Ігарасі, оскільки він кинув виклик "розвитку персонажа  . Номінований на 12-ту культурну премію Тедзуки Осаму. Всього 5 томів.
Перетворений кіт Пана (серіал у " МіЧао! " Пітенкантроп, лютий 2008 — листопад 2008)Повнокольорова робота із зображенням кошеня Пани, яке може перетворюватися на що завгодно. Опубліковано на сайті.
SARU (намальований Shogakukan)Змагання з романом Котаро Ісака SOS monkey .
Сьогоднішня сестра («Hibana», випуск за листопад 2015 року — випуск за вересень 2017 року, Shogakukan)
Дизайни («Щомісячний день», червень 2015 — травень 2019, Коданша)

### Короткометражні фільми
«Sora Tobi Tamashii» (опубліковано в 2002 році, Коданша)
- Сандо («Weekly Morning» 1998, 2-й і 3-й об'єднаний випуск, Kodansha)
- Сора Тобі Тамаші («Monthly Afternoon», випуск за травень 1998 року, Kodansha)
- Сльози Таро, вбивці ведмедів («Monthly Afternoon», випуск за червень 1999 року, Kodansha)
- Sunakake (випуск «Monthly Afternoon» за серпень 2000 р., Kodansha)
- le pain et le chat (випуск «Monthly Afternoon» за червень 2002 р., Kodansha)
- Ще зима

Роботи, включені до "Художньої книги Дайсуке Ігарасі «Морські чудовиська та душі» (опубліковано в 2012 році, Shogakukan)
- Сніданок Шираля (рекламний буклет, 2004)
- Риба («Monthly IKKI» жовтень 2004 р. додаток до випуску, Shogakukan) — назва «Iroko»
- Війни стрижки овець (рекламний буклет, 2005)
- Данкон Далласко («Shonen Literature», том 1 (2005), Imakokosha)
- Добре тобі, людина дощу (те саме, що й вище)
- Exploration!Aquarium (рекламний буклет, 2007)
- Переправа через річку («Eureka», спеціальний випуск за січень 2012 року, Seidosha)
- Гарного дня (намальовано)

«Художня книга Umwelt Daisuke Igarashi» (2017, Kodansha)
- Гаруда («Esora» vol.1 (2004), Kodansha)
- Крокодил («Esora» vol.2 (2005), Kodansha)
- риба
- Атаки демонів («Esora» vol.3 (2006), Kodansha)
- Tsuchinoko («Esora» vol.4 (2007), Kodansha)
- Данкон Далласко
- добре тобі, чоловіче дощу
- Масайоші та Баа-тян (випуск «Monthly IKKI» за вересень 2012 р., Shogakukan)
- Місячна дитина («Bungei Bessatsu Daisuke Igarashi Feeling the Appearance of the World» 2014, Kawade Shobo Shinsha)
- Umwelt (випуск «Місячного дня» за червень 2014 р., Kodansha)

Твори записані в кожній книзі
- Насу но Хана (Іо Курода та інші, «Eggplant Summer Anime & Manga Collaboration BOOK» 2003, Kodansha) «Little Forest», том 2 включено.
- Розповідь рибалки («МГЗ» том 3 (2007), Журнал п'ятий) «Діти моря» Том 2.
- Розповідь мандрівника («БРУТ» No.726 (2012), Magazine House) «Діти моря» Том 5 включено. Пізніше було включено в кольорі до «Художньої книги Дайсуке Ігарасі: Морські чудовиська та душі».
- Включає Лінду Лінду та Далласа Кодана («Comic Iwate WEB» 2014) і «Comic Iwate from WEB» (2014, Ichosha).

незареєстрована робота
- Босоніж («Monthly Afternoon» за січень 1995 року, Kodansha)
- Дитина на спині («Ю» № 2 (2004), Фабрика Медіа)
- Ширанпурі («Ю» № 3 (2005), Медіа Фабрика)
- Чагу Чагу Умако («Японія», 2005, Аска Шінша)
- Тайванський пес (Клуб манги, серпень 2009, Такешобо)
- Як почалося «змагання» «SOS Monkey» і «SARU».
- Ура Камакура Дейт («Manga Erotics F» vol.77 (2012), Ohta Publishing)
- Батьки («Jump Kai» випуск за серпень 2013 року, Shueisha)
- Kamakura BAKE Neko Club («BE・LOVE» випуск за січень 2022 р., випуск за липень 2022 р. -, Коданша)

### Інші
- Mitsuki Tsujimura «Острів з нами» 2013, Kodansha — ілюстрація обкладинки
- Arata Tendo «Bandage Club» 2013, Чікума Шобо <Чікума Бунко> — ілюстрація обкладинки
- Наоко Ідзава, Завжди Некоджарасі, 2013, Fukukan Shoten — ілюстрація
- Тацуя Морі «Як з'їсти життя» 2014, Kadokawa Bunko — ілюстрація обкладинки
- Томо Мурасакі «На шкільному подвір'ї нікого немає», 2015, Кадокава Бунко — ілюстрація на обкладинці
- Rudyard Kipling, переклад Ріцуко Мібе «Книга джунглів» 2015, Iwanami Shoten <Iwanami Shonen Bunko> — обкладинка, ілюстрація
- Саллі Гарднер, переклад Ріцуко Мібе, Місяць на батьківщині, 2015, Shogakukan — ілюстрація обкладинки
- Йоко Томіясу «Рівняння неба і землі 1 — 3» 2015—2016, Kodansha — Ілюстрація на обкладинці

## Пов'язані люди
Іоу КуродаІгарасі каже, що у Куроди мало друзів-художників манги, але він особливо близький до Куроди та поважає його STUDIO CELLO, стор. 138—156</ref>. У 2001 році він разом із Куродою взяв участь у виставці «Азія в коміксах», яку спонсорував Японський фонд «Азіатський центр», і як друг додав роботу до «Спільної книги аніме та манги Eggplant Andalusian Summer» Куроди («Маленький ліс» Ігараші перевидано в Том 2).
Юкі УрушібараЯк Ігарасі та Курода, художник манги, який дебютував у «Місячному полудні». Говорячи про вплив творчості Ігарасі
Масаеко КіджіВважаючи себе фанатом Дайсуке Ігарасі, «Children of the Sea» з'являється в «Minor Clubhouse Series». Крім того, Ігарасі також вказує «Minor Clubhouse Series» як свою улюблену книгу та працював над ілюстрацією обкладинки для версії «The Garden of Joy» у м'якій палітурці。
- Нічна історія манги BS «Відьма» (NHK BS2, листопад 2004, 11) — гості Джун Міхо і Томохіко Муракамі. Кажуть, що це дуже добре виражає почуття жінки.
- Дослідження коміксів Наокі Урасави «Daisuke Igarashi» (NHK E-Tele, 17 березня 2016 р.) — Розмова з Урасавою під час перегляду зображень процесу виробництва «Designs» did.